# ジョルジュ・ポリツェル
ジョルジュ・ポリツェル（Georges Politzer、1903年5月3日 - 1942年5月23日）はフランスの心理学者、哲学者、共産党員、対独レジスタンス運動家。オーストリア＝ハンガリー帝国に生まれ、ハンガリー革命の後、18歳のときに渡仏。ソルボンヌ大学で哲学を専攻し、大学教授資格を取得。リセで教鞭を執りながら『心理学の基礎批判』を執筆し、従来の抽象的な心理学、「三人称の心理学」に対して「一人称の主体」の「ドラマ」という概念による具体的な心理学を提唱した。1929年に共産党に入党し、資料収集・作成、調査・研究において重要な役割を担うと同時に、党の教育機関「労働大学」で「マルクス主義講座」を担当。没後に受講生のノートに基づいて編纂された『哲学の基本原理』は邦訳『哲学入門』として版を重ねた。ナチス・ドイツ占領下で知識人・大学教員による対独レジスタンス運動を結成し、『自由大学』誌、『自由思想』誌を地下出版。フランス警察特別班に逮捕され、ドイツ軍に引き渡された後、処刑された。

## 生涯

### 背景
ジョルジュ（ジェルジ）・ポリツェルは1903年5月3日、オーストリア＝ハンガリー帝国のナジヴァーラド（Nagyvárad、現ルーマニア西部トランシルヴァニア地方ビホル県の県都オラデア）に生まれた。父ジャコブはオーストリア＝ハンガリー帝国の国家公務員である産業医で、当時は結核療養所の所長であったが、職務上、小規模な工業都市や農村に出向いて工場経営者や農地所有者の要請に応じる「体制側」の立場にあり、ポリツェルは早くから農民・労働者に対する父の権威主義的な態度に反抗した。母ギゼラはユダヤ系の家庭に生まれ、保険会社に勤務し、演劇や美術に関心が深かった。
セゲド（ハンガリー）の中等教育機関（中学校・高等学校）に入学した。優秀な学生で、学生委員会の委員長として活躍したが、ハンガリー民主共和国独立（1918年11月16日）直後に結成されたハンガリー共産党の革命を支持する活動に参加して退学処分を受け、1919年、16歳でセゲド市庁舎に勤務し、共産党に入党した。
共産党の指導者クン・ベーラが率いるハンガリー革命を支持し、共産党が政権を掌握してハンガリー評議会共和国が成立すると、ポリツェルは革命義勇軍に参加したが、ハンガリー・ルーマニア戦争で大敗を喫し、革命は失敗に終わった。ポリツェルの息子で画家・彫刻家のミシェル・ポリツェルは、2013年に発表した父ポリツェルの伝記『ジョルジュ・ポリツェルの3度の死』で、これが彼の最初の死であったと語る。
ブダペスト郊外ラーコシュパロタの公立高校に編入し、すでに習得していたドイツ語、英語に加え、留学に備えてフランス語を学んだ。翌年、ブダペストの高等学校で哲学を学び、1921年に中等教育を修了した。

### 渡仏
同年、18歳のときに、ウィーン（オーストリア）に数週間滞在した後に渡仏。ウィーンでは、当時フランスではまだほとんど知られていなかったジークムント・フロイト、フェレンツィ・シャーンドルらの精神分析のセミナーに参加し、後の研究のためにドイツ語の著書を購入した。同年、ソルボンヌ大学に入学。プロテスタント学生協会（Association des étudiants protestants）の支援を受け、さらにソルボンヌ大学の法学教授でオーストリア＝ハンガリー帝国研究を専門とするシャルル・アイゼンマンの取り計らいで公教育省の奨学金を受けた。また、翌1922年度には、ベルギー系ユダヤ人金融業者ヒルシュ男爵（Maurice de Hirsch）が創設したユダヤ植民協会の奨学金を受けることができた。
ソルボンヌ大学で合理主義の数理哲学者レオン・ブランシュヴィックに師事した。ポリツェルはカント、ディドロ、ヴォルテール、デカルトら理性主義・啓蒙主義・合理主義哲学の基礎を築いた哲学者から多くを学び、哲学界・大学の哲学教育において大きな影響力をもっていたアンリ・ベルクソンについては一貫して思想的のみならず政治的な観点からも批判的であった（後述）。学位取得のために必要な心理学の試験を受け、精神医学研究において中心的な役割を担うサン＝タンヌ病院の講義を受講した。この経験によってさらに心理学への関心を深め、フロイト研究を進めた。1923年に哲学の学士号を取得。翌年に高等研究学位（Diplôme d'études supérieures）を取得した。
同年2月17日に、講義で知り合った優秀な学生カミーユ・ノニー（Camille Nony）と結婚し、翌1924年に第一子ジャンが誕生。ポリツェルは同年12月21日にフランス国籍を取得した。1927年2月16日には第二子セシルが生まれた。この後、カミーユと離婚し、1931年3月5日に後にマイ・ポリツェル（Maï Politzer）と呼ばれることになるマリー・マチルド・ラカルド（Marie Mathilde Larcade）と再婚し、一子ミシェルをもうけた。マイは助産婦であったが、病に倒れて仕事を断念し、後に共産党員としてポリツェルと活動を共にすることになる。

### 教歴
1925年10月に、アリエ県ムーランのリセ・テオドール＝ド＝バンヴィルの哲学の代用教員として赴任。翌1926年に哲学の大学教授資格を取得した後、マンシュ県シェルブールのリセに赴任した。1928年5月から翌29年7月まで兵役に服し、除隊後にシェルブールのリセに復職したが、同僚との政治的な見解の対立からロワール＝エ＝シェール県ヴァンドームに異動させられた。ポリツェルはこの後、1930年からウール県エヴルー（ノルマンディー地域圏）のリセ、1938年からパリ郊外サン＝モール＝デ＝フォッセ（ヴァル＝ド＝マルヌ県）のリセ・マルセラン＝ベルテロで哲学を教えることになるが、週に数日の勤務で、後述の労働大学の教員を兼任し、同時にまた執筆活動や政治活動を精力的に行っていた。

### 『心理学の基礎批判』
代表作『心理学の基礎批判』（邦題『精神分析の終焉 - フロイトの夢理論批判』）の執筆を始めたのは、シェルブールのリセに勤務していたときであり、1928年に刊行された。本書では、フロイトの精神分析を除いて、従来の心理学が抽象的な心理学、「三人称の心理学」であることを批判し、「具体的心理学」、「一人称の主体《私（je）》の心理学」を提唱し、同時にまた、フロイトの精神分析についても、無意識の概念を批判し、これに代わる人間個人の「ドラマ（drame）」という概念によって主観的心理学と客観的心理学の統合を試みた。本書はフロイトの精神分析の紹介であると同時に、これを哲学的な観点から批判的に読み直す作業として、後の「実存主義的・現象学的傾向をもつ哲学・心理学・精神医学」、とりわけ、アルチュセール、ラカンらに影響を与えることになった。また、ポリツェルの没後まもなく、彼の研究の再評価を開始したのもラカンとメルロー・ポンティであった。

### 学術雑誌

#### 『哲学』、『精神』、『具体的心理学評論』、『マルクス主義評論』
ポリツェルは戦間期のフランス思想において重要な役割を担った複数の雑誌の創刊に参加した。これは、当初は、ソルボンヌ大学で出会ったマルクス主義研究者、特に後の作家ピエール・モランジュ、哲学者アンリ・ルフェーヴル、翻訳家ノルベール・ギュテルマンらとの活動であり、1924年3月にまず『哲学（Philosophies）』誌を創刊した。同誌は詩人・画家のマックス・ジャコブの支援を得て、マルクス主義とフロイトの精神分析の影響を受けたシュルレアリスムの若手作家ジャン・コクトー、ルネ・クルヴェル、ピエール・ドリュ・ラ・ロシェル、ジュリアン・グリーン、フィリップ・スーポーらも寄稿し、モランジュが編集長を務めた。
『哲学』誌の主宰者らは、1925年7月に作家アンリ・バルビュスが国際反戦・平和運動「クラルテ」の一環として共産党の機関紙『リュマニテ』でリーフ戦争反対を呼びかけると、アンドレ・ブルトン、ルイ・アラゴンらシュルレアリストとともにリーフ戦争反対声明「まず革命を、そして常に革命を」に署名した。この共同声明は『リュマニテ』紙（1925年9月21日付）と『シュルレアリスム革命』誌第5号（同年10月15日付）に掲載され、これを機に、共同声明に署名した『哲学』誌の主宰者とシュルレアリストは共産党員と活動を共にするようになり、1927年にブルトン、アラゴン、エリュアール、バンジャマン・ペレらシュルレアリストが共産党に入党し、1929年にはポリツェル、ルフェーヴルらが入党した。この頃、高等師範学校を卒業し、哲学の大学教授資格を取得した作家ポール・ニザンも入党し、ポリツェル、ルフェーヴルを中心とするマルクス主義者の活動に参加した。
『哲学』誌は第5・6合併号をもって終刊となり、後続誌として1926年に『精神（L’Esprit）』誌を創刊したが、同誌は2号刊行されたのみで終刊となり、ポリツェルは1929年に彼自身が提唱する「具体的心理学」のための雑誌『具体的心理学評論（La Revue de psychologie concrète）』を創刊した。

#### プチブル哲学・哲学的権威の批判
同じ年に再びルフェーヴル、モランジュ、ギュテルマンと『マルクス主義評論（Revue marxiste）』誌を創刊し、ニザンのほか、労働社会学の提唱者ジョルジュ・フリードマンらが参加した。本誌はフランスで最初のマルクス主義理論の研究誌で、ポリツェルは創刊号にフェッリクス・アルノルト（Félix Arnold）の筆名でレーニンの『唯物論と経験批判論』に関する記事を掲載。一方、『具体的心理学評論』誌にはフランソワ・アルーエ（François Arouet）の筆名で「哲学天国ベルクソン主義の終焉」を発表した。この論文は没後1947年に『ベルクソン主義 - 哲学的欺瞞』として共産党出版局から再刊され、さらに他の雑誌に掲載された論文や既刊の論集に含まれる論文を編集して2013年に刊行された『ベルクソンらに抗して - 哲学的著作 1924-1939年』に再録されるが、ポリツェルは、理性主義や唯物論の立場からベルクソンの唯心論を批判しただけでなく、ベルクソン、ブランシュヴィックらを含む「現代のスコラ学派」の「過度に深遠な」哲学をプチブル哲学と呼ぶ。国家に危険をもたらすような（たとえばプロレタリア革命のような）真の問題解決を回避するために、問題の対象範囲を超える「抽象的」で「深遠」な解決を提唱する、すなわち「正確さを犠牲にして安全性を優先する」という意味でプチブル的であり、「質料のない哲学」であると主張する。ポリツェルはここで、政治的な観点から大学の哲学教育や哲学的権威を批判しているのであって、これは1932年にニザンが抗議文『番犬たち』でブランシュヴィックを「ブルジョワ思想を振りかざすソルボンヌの番犬」として痛烈に批判したのと同じ立場からの批判である。

### 政治活動

#### 共産主義の知識人、党活動
1932年3月17日に国際革命作家同盟 (UIER) のフランス支部として革命作家芸術家協会が結成され、翌1933年7月に機関誌『コミューン』が創刊された。革命作家芸術家協会結成時の会員は作家80人、芸術家120人、うち共産党員が36人で、ポリツェル、ニザンのほか、ブルトン、アラゴン、クルヴェル、ペレ、ロベール・デスノス、マックス・エルンストらのシュルレアリスト、アンドレ・マルロー、アンドレ・ジッド、さらに戦間期の反戦・平和運動を主導したロマン・ロラン、アンリ・バルビュスらが参加し、『リュマニテ』紙の編集長で作家のポール・ヴァイヤン＝クーチュリエが事務局長を務めた。ポリツェルは『リュマニテ』紙や『コミューン』誌にも寄稿し、共産党の活動で重要な役割を担うようになるが、これに伴って哲学・心理学の研究から次第に遠ざかり、ルフェーヴルらとの決裂の原因となった。彼はニザンに「前衛はおしまいだ」と明言していた。ルフェーヴルは、1930年代のフランスにおけるマルクス主義は1つの学問に過ぎなかったが、ポリツェルは「党派的で主義に殉じることのできる聖人のような人間であったために、心理学者としてあれほど才能があったにもかかわらず」、それを共産党のために放棄したのだと述懐する。
入党後にまず統一労働総同盟（CGTU）のジュリアン・ラカモンからの要請で資料管理局に勤務し、共産党と労働総同盟の活動のために資料を収集し、同局責任者のアルベール・ヴァサールに認められ、1933年から政治局で政策決定に関わる資料の収集と作成、および中央委員会のジャック・デュクロからの依頼で、ヒトラー内閣成立前後のドイツ共産党の活動に関する資料や成立直後のドイツ共産党員エルンスト・テールマンの逮捕に関する資料を収集するなど、重要な任務を次々と託されることになった。

#### 労働大学、党内の教育研究活動
1932年にバルビュスとロマン・ロランの提案によって共産党系の教育機関として労働大学（L'Université ouvrière）が創設されると、1935年度の「マルクス主義講座」を担当し、1937年に講義内容を編集した同名の『マルクス主義講座』が共産党出版局から刊行された。なお、没後1946年にこの講義の受講生のノートに基づいて『哲学の基本原理』（「哲学の諸問題」、「哲学的唯物論」、「形而上学の研究」、「弁証法の研究」、「史的唯物論」、「弁証法的唯物論とイデオロギー」の五部構成）が刊行され、本書の邦訳『哲学入門』は1952年に初版が刊行された後、1974年まで版を重ねた（著書参照）。さらに共産党教育機関の責任者エティエンヌ・ファジョンからの依頼により、労働大学だけでなく、パリ郊外のジュヌヴィリエ（オー＝ド＝セーヌ県）の初等教育機関、次いでアルクイユ（ヴァル＝ド＝マルヌ県）の中央教育機関でも哲学を教えた。
一方、モーリス・トレーズ書記長は、知識人の党員を党の活動に資する研究活動に携わらせ、ポリツェルは、党主催のデカルトの『方法序説』出版（1637年）300年記念事業の企画、同じ労働大学の教員で物理学者のジャック・ソロモンとのエンゲルスの『自然の弁証法』の共訳、唯物論研究グループの結成などに参加した。この研究会は工業物理化学高等専門大学の物理学者ポール・ランジュヴァンの研究室で行われ、研究成果は、ランジュヴァンとマルクス主義哲学者・政治活動家のジョルジュ・コニオが1939年に創刊したマルクス主義の紹介のための学術雑誌『思想』（季刊誌）に発表された。同誌創刊号掲載のポリツェルの「哲学と神話」は、国家社会主義ドイツ労働者党員・反ユダヤ主義の理論家アルフレート・ローゼンベルクを批判する記事であり、第2号に「合理主義とは何か」を掲載した。ローゼンベルク批判はこの後、第二次世界大戦中の地下出版活動においても継続されることになる（後述）。

### 大学教員・知識人の対独レジスタンス運動

#### 『自由大学』
1939年8月23日に独ソ不可侵条約が締結されると、8月25日、ダラディエ内閣は共産党の第一機関紙『リュマニテ』、革命作家芸術家協会の『コミューン』誌、アラゴンが編集長を務めていた『ス・ソワール（今夜）』紙など、共産党のすべての刊行物を発禁処分にし、さらに、集会や宣伝活動も禁止した。この結果、『リュマニテ』紙だけが以後、パリ解放の1944年まで地下出版されることになったが、後述のように共産党主導の対独レジスタンス運動の一環として多くの地下新聞・雑誌が印刷・配布された。
同年9月にドイツ、次いでソ連がポーランドに侵攻し、第二次大戦が勃発。ポリツェルは動員され、陸軍士官学校の経理部に伍長として配属された。独仏休戦協定締結後に復員すると、ソロモンとともに、啓蒙思想・理性主義の擁護し、蒙昧主義と闘うために、大学教員・知識人共産党員の対独レジスタンス運動を結成し、ドイツ語教師のジャック・ドクールが参加した。3人はまずこの運動の一環として『自由大学（L'Université libre）』誌を地下出版した。当初は1940年10月30日に創刊号を刊行する予定であったが、同日、1934年に結成された反ファシズム知識人監視委員会副委員長であったランジュヴァンがゲシュタポに逮捕され、サンテ刑務所に拘留された。11月8日、コレージュ・ド・フランス前で共産主義の学生を中心に抗議運動が起こり、約50人が参加した。加えて、11月11日に、1918年の同月同日に締結された（第一次世界大戦における）ドイツと連合国の休戦協定を記念してシャンゼリゼ大通りから凱旋門にかけて高校生、大学生、教員らが大規模なデモを行い、ゲシュタポに逮捕され、この結果、5週間にわたってパリのすべての高等教育機関における講義が禁止された（1940年11月11日のデモ）。1940年11月付で刊行された『自由大学』創刊号ではこうした一連の事件について報告し、ナチス・ドイツとヴィシー政権の反ユダヤ主義（ユダヤ人の教員を排除するなど）を糾弾した。
『自由大学』誌はソロモンが編集長を務め、ポリツェルが地下活動を組織した共産党幹部との連絡を担当。ジョルジュ・デュバック（Georges Dudach）が妻シャルロット・デルボとともに事務局を務めた。ポリツェルの妻マイのほか、ランジュヴァンの娘でソロモンの妻エレーヌ・ソロモン＝ランジュヴァン、ダニエル・カサノヴァと彼女が結成したフランス女性連合（Union des jeunes filles de France）の会員のクロディーヌ・ショマ（共産党の政治家ヴィクトル・ミショーの妻）やマリー＝クロード・ヴァイヤン＝クーチュリエ（ポール・ヴァイヤン＝クーチュリエの妻）らも参加した。『自由大学』紙は1940年11月から1941年12月までの間に41号刊行され、事実上、大学教員によるレジスタンス運動の機関誌となった。

#### 『自由思想』
1941年2月には再びドクール、ソロモンとともに『自由思想（La Pensée libre）』を創刊した。表紙にはゲーテの言葉「もっと光を（Mehr Licht）」を掲げた。啓蒙主義のフランス語 « Lumières（光）» への言及であり、ポリツェルは創刊号にラモー（Rameau）の偽名で「20世紀の蒙昧主義」と題する記事を掲載した。これはローゼンベルクがフランスの下院で行った「1789年（フランス革命）の理念に決着をつける（règlement de comptes avec les idées de 1789）」と題する講演に対する反論であり、同年末に小冊子『20世紀の革命と反革命 - ローゼンベルク氏の「金と血」への反論』として地下出版された。
1941年6月22日にドイツがソ連に侵攻したことで（独ソ戦）、独ソ不可侵条約が事実上破棄されると、共産党は5月に結成した対独レジスタンス・グループ「国民戦線」を中心に本格的な抵抗運動を展開した。ポリツェルは『自由思想』第2号の刊行にあたって、南仏の自由地域（ドイツ軍非占領地域）にいたアラゴンの協力を求めた。知識人としても共産党員としても重要な役割を担っていた彼の協力は、運動の組織化に不可欠であったからである。一方、ドクールはさらに（大戦勃発まで『新フランス評論』の編集長であった）ジャン・ポーランとも雑誌の地下出版を予定していた（ドクールの処刑後に『レットル・フランセーズ』誌として刊行）。『自由思想』第2号は1942年2月2日に刊行された。表紙には「フランス文学（レットル・フランセーズ）が攻撃を受けた。フランス文学を守ろう - 占領地域の作家の声明」と書かれ、巻頭には「自由のための闘い - フランス知識人が国民戦線を結成」と題する宣言文が掲載された。
1942年2月15日、ポリツェルは妻マイとともにパリ7区グルネル通りの自宅で、主に共産党員の追跡・逮捕を目的とするパリ警視庁の特別班（Brigades spéciales）に逮捕された。偽名を使い、危険なため外出もできなかったポリツェルのもとに食料を届けに来たダニエル・カサノヴァも同時に逮捕された。特別班はしばらく前から共産党員の追跡を行い、連絡網を把握していたため、ソロモン、ドクールほか多くの党員が数日のうちに一斉に逮捕された。
ポリツェルは1942年3月20日にドイツ軍に引き渡され、5月23日に活動を共にしたソロモン、デュバック、ジャン＝クロード・バウアー（Jean-Claude Bauer）、マルセル・アングロ（Marcel Engros）とともにモン・ヴァレリアン要塞で銃殺刑に処された。

## 著書
- Contre Bergson et quelques autres, écrits philosophiques, 1924-1939, Flammarion, 2013 -『ベルクソンらに抗して - 哲学的著作 1924-1939年』（雑誌掲載論文や既刊の論集に含まれる論文を編集）
- Friedrich Schelling, Recherches philosophiques sur l’essence de la liberté humaine, 1926 - フリードリヒ・シェリングの『人間的自由の本質』[注釈 6]のフランス語訳。
- Critique des fondements de la psychologie, Éditions Rieder, 1928 ; Presses universitaires de France, 1967 ; (改題新版) Critique des fondements de la psychologie. La psychologie et la psychanalyse, Presses universitaires de France, Collection « Quadrige », 2003 -『心理学の基礎批判』/『心理学の基礎批判 - 心理学と精神分析』

『精神分析の終焉 - フロイトの夢理論批判』寺内礼監修、富田正二訳、三和書籍、2002年
- « La fin d'une parade philosophie Le bergsonisme », Critique des fondements de la psychologie, 1929 ; (改題新版) Le Bergsonisme, une mystification philosophique, Éditions sociales, 1947 -「哲学天国ベルクソン主義の終焉」/『ベルクソン主義 - 哲学的欺瞞』
- Cours de marxisme (1935-1936), Bureau d'éditions, 1936 -『マルクス主義講座』（労働大学での講義）
- Les Grands problèmes de la philosophie contemporaine, Bureau d'éditions, 1938 -『現代哲学の大問題』
- « La Philosophie et les mythes », La Pensée, 1939 -「哲学と神話」
- « La philosophie des lumières et la pensée moderne », La Pensée, 1939 -「啓蒙主義の哲学と近代思想」
- « Qu'est-ce que le rationalisme ? », La Pensée, 1939 -「合理主義とは何か」
- « Dans la cave de l'aveugle, chronique de l'obscurantisme contemporain », La Pensée, 1939 -「盲人の洞窟の中で - 現代蒙昧主義の歴史」
- « La fin de la psychanalyse », La Pensée, 1939 「精神分析の終焉」（偽名Th. W. Morris）
- « L’obscurantisme au XXe siècle », La pensée libre, 1941 -「20世紀の蒙昧主義」（地下出版、偽名Rameau）
- Révolution et contre-révolution au XXe siècle, réponse à « Sang et or » de M. Rosenberg, 1941 -『20世紀の革命と反革命 - ローゼンベルク氏の「金と血」への反論』（地下出版）
- « Après la mort de Bergson », La Pensée libre, 1941 -「ベルクソンの没後」
- L'Antisémitisme, le racisme, le problème juif, Éditions du Parti communiste français S. F. I. C., 1941 -「反ユダヤ主義、人種主義、ユダヤ人問題」（地下出版）
- Principes élémentaires de philosophie, Éditions sociales, 1946, 1954 ; Éditions Delga, 2008 (労働大学の受講生のノート1935-1936年) -『哲学の基本原理』

『哲学入門』陸井四郎訳、三一書房、1952年、〈三一新書〉1955年、1964年、1966年（副題：行動への生きた指針）、1971年、1974年
第一部：哲学の諸問題 (Les problèmes philosophiques)
序論 (Introduction)
第一章：哲学の根本問題 (Le problème fondamental de la philosophie)
第二章：観念論 (L’idéalisme)
第三章：唯物論 (Le matérialisme)
第四章：唯物論と観念論と、どちらが正しいか？ (Qui a raison, l’idéaliste ou le matérialiste ?)
第五章：第三の哲学はありうるか？ 不可知論 (Y a-t-il une troisième philosophie ? L'agnosticisme)
第二部：哲学的唯物論 (Le matérialisme philosophique)
第一章：物質と唯物論者 (La matière et les matérialistes)
第二章：唯物論者とはどんな人間か？ (Que signifie être matérialiste ?)
第三章：唯物論の歷史 (Histoire du matérialisme)
第三部：形而上学の研究 (Étude de la métaphysique)
第一章：「形而上学的方法」とはなにか？ (En quoi consiste la « méthode métaphysique »)
第四部：弁証法の研究 (Étude de la dialectique)
第一章：弁証法研究の手びき (Introduction à l’étude de la dialectique)
第二章：弁証法の法則 (Les lois de la dialectique) - 弁証法的変化（第一法則） (Première loi : le changement dialectique)
第三章：相互作用（第二法則） (Deuxième loi : l’action réciproque)
第四章：矛盾（第三法則） (Troisième loi : la contradiction)
第五章：量から質への転化、または飛躍による発展の法則（第四法則） (Quatrième loi : transformation de la quantité en qualité ou loi du progrès par bonds)
第五部：史的唯物論 (Le matérialisme historique)
第一章：歴史の原動力 (Les forces motrices de l’Histoire)
第二章：階級や経済条件はなにからうまれるか？ (D’où viennent les classes et les conditions économiques ?)
第六部：弁証法的唯物論とイデオロギー (Le matérialisme dialectique et les idéologies)
第一章：イデオロギーへの弁証法的唯物論の適用 (Application de la méthode dialectique aux idéologies)
- Principes fondamentaux de philosophie, Éditions sociales, 1954 (労働大学の受講生のノート1935-1936年) -『哲学の根本原理』
- La crise de la psychologie contemporaine, Éditions sociales, 1947 -『現代心理学の危機』
- Écrits, 1. La Philosophie et les Mythes, Éditions sociales, 1969 -『著作 1 - 哲学と神話』
- Écrits, 2. Les Fondements de la psychologie, Éditions sociales, 1969 -『著作 2 - 心理学の基礎』